# さくら道

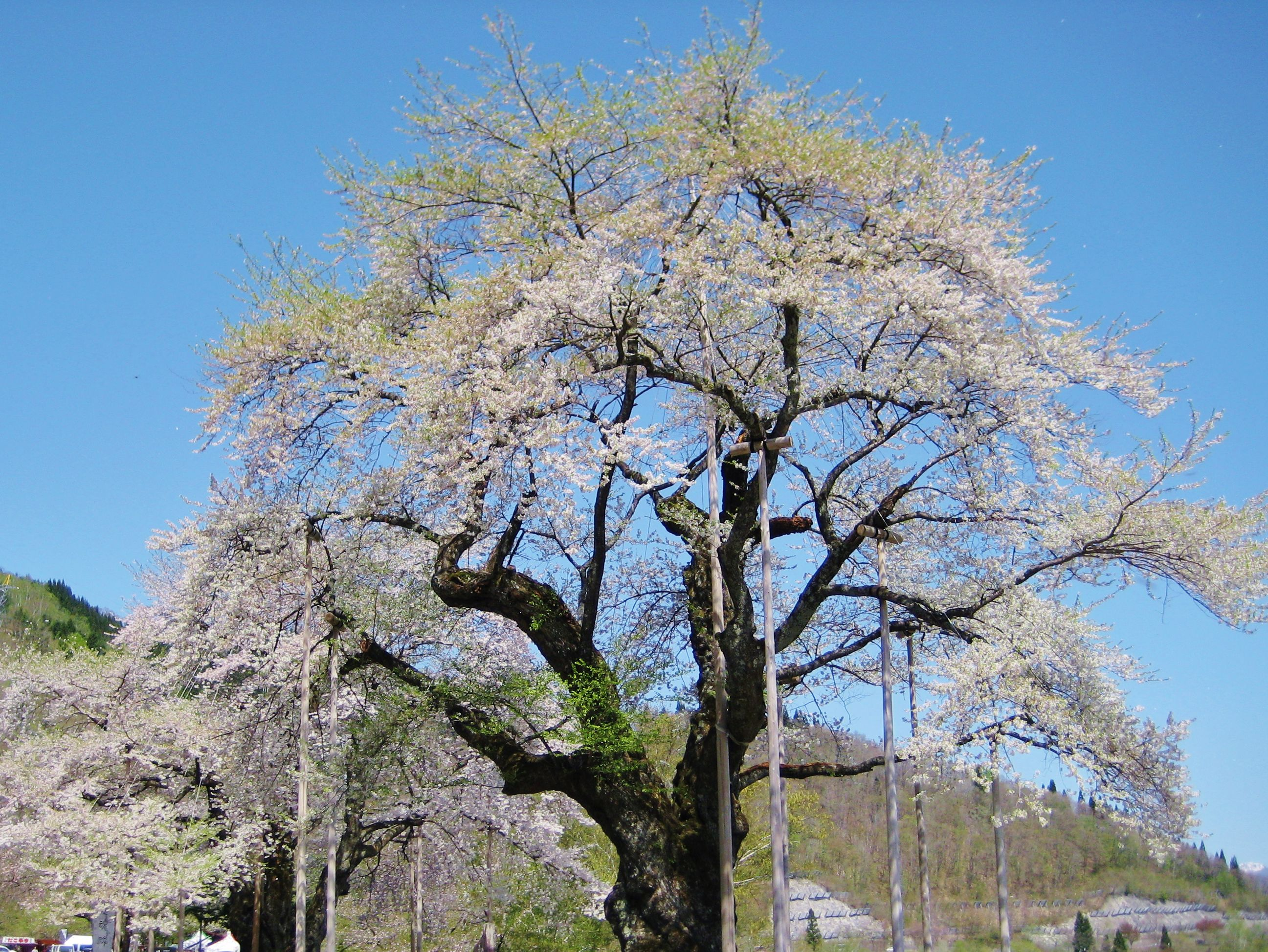
荘川桜（岐阜県高山市）

さくら道（さくらみち）は、石川県金沢市から愛知県名古屋市までの国道の別名、および、それに取材した中村儀朋の小説。
1994年に、これを題材にした映画が公開され、2009年には、読売テレビの制作でドラマ化された。

## 概説
太平洋側にある愛知県名古屋市から日本海側にある石川県金沢市までの国鉄バス名金急行線の車掌・佐藤良二は、岐阜県荘川村（現高山市）にある御母衣ダム建設によって水没する集落の象徴だった桜の木（荘川桜）がダムの畔に移植され、見事に開花したことに感動し、「太平洋と日本海を桜で繋ごう」と1966年（昭和41年）から名金急行線の沿線（国道304号・国道156号ほか）に、だだ一人で桜の苗木を植え始めた。1977年に志半ばにして病で倒れ47歳で亡くなるまでの12年間に、約2,000本の桜を植えた。起点の名古屋城本丸前にはその1,000本目、終着点の金沢市兼六園に1,500本目がある。
この話は『さくら道』（中村儀朋・著／風媒社・刊）およびそれを映画化した『さくら』（1994年）のモデルとなっただけでなく、国語の教科書にも載った。
名金急行線は廃止され佐藤も故人となったが、桜の花の天の川をかけたいという佐藤の意志は、地元の有志達に受け継がれ、桜の苗木は植え続けられている。その桜は荘川桜と共に毎年咲き誇り名古屋と金沢を結び、旧名金急行線沿線では『さくら道国際ネイチャーラン』などのイベントが行われている。さくら道国際ネイチャーランは、佐藤の意志を絶やすまいとして生まれた、名古屋城から金沢の兼六園にある佐藤桜までの約250キロメートルの距離を36時間以内で走る耐久レースで、毎年4月の桜が咲く時期に開催されている。

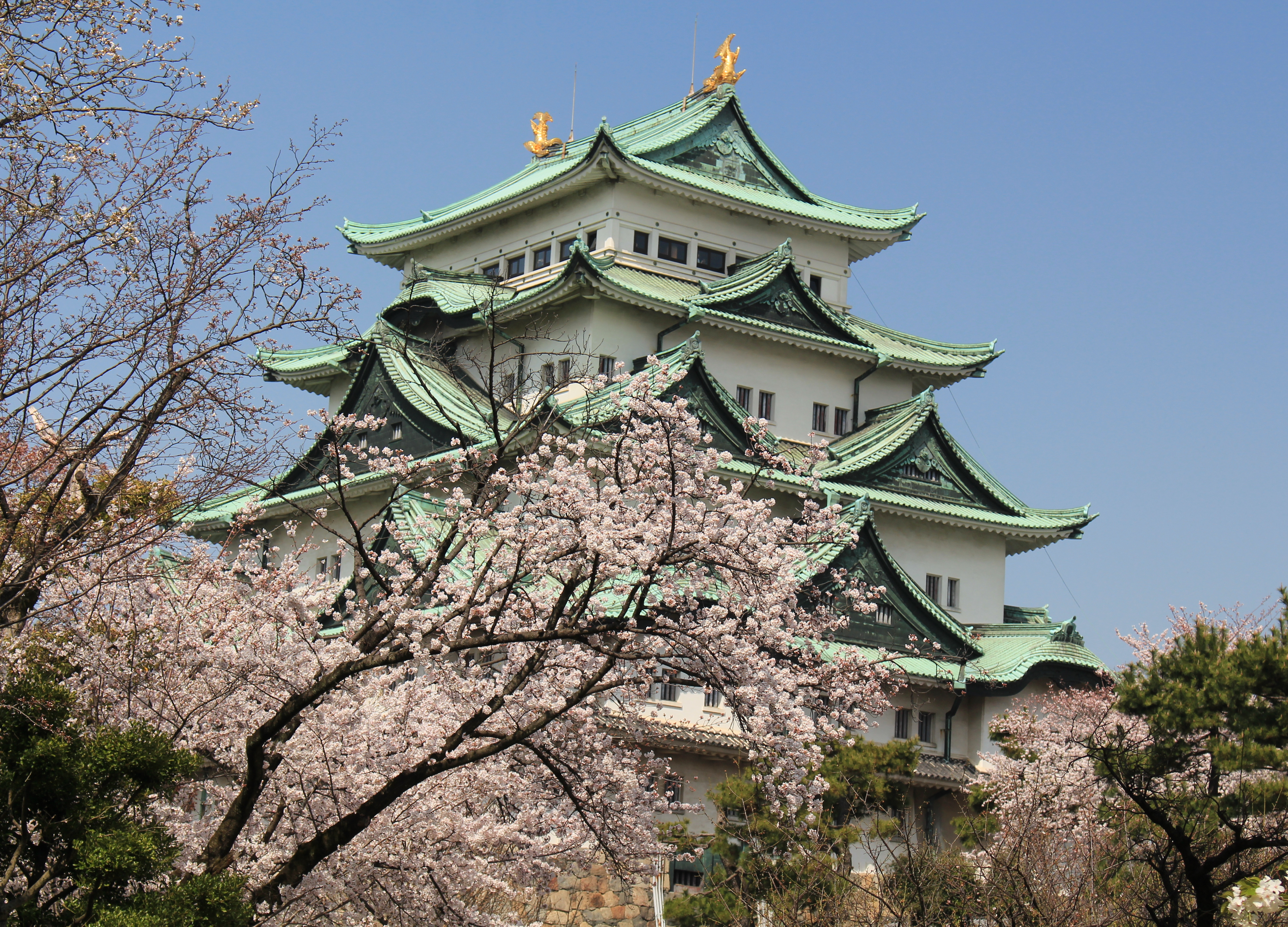
名古屋城
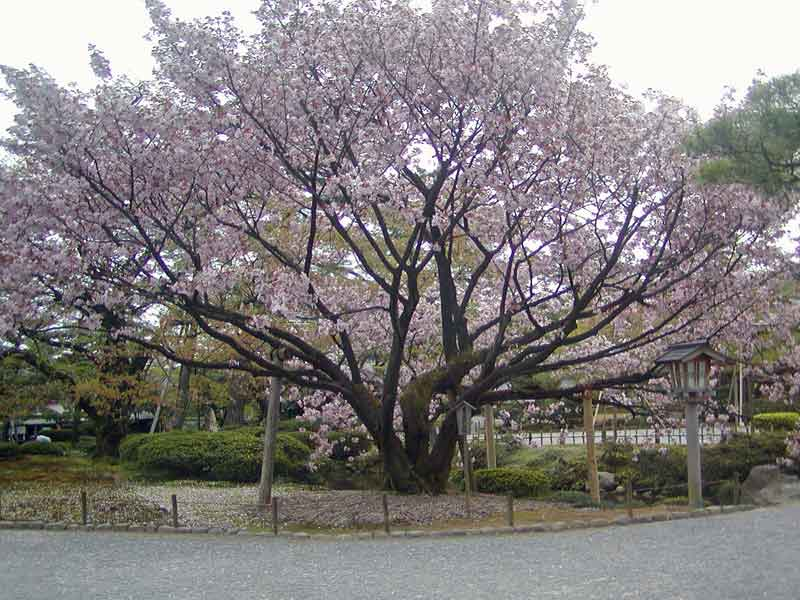
兼六園

## テレビドラマ版
『読売テレビ開局50年記念ドラマ ダイワハウスドラマスペシャル・さくら道』（よみうりテレビかいきょくごじゅうねんきねん -・さくらみち）として、2009年3月17日の21:00 - 23:03（JST）に、読売テレビの制作により、日本テレビ系列で放送され、副音声では解説放送を実施し、連動データ放送も実施した。視聴率は8.5%。
当作品は、乳癌であったことを告白した赤木春恵のテレビドラマ復帰第1作でもあった。

### 出演
- 佐藤良二 ‐ 緒形直人
- 佐藤光代 ‐ 薬師丸ひろ子
- 小林美樹 ‐ 志田未来
- 佐藤未央子 ‐ 菅野莉央
- 鈴木三郎 ‐ 田中要次
- 佐藤仁吉 ‐ 井川比佐志
- 曽我ヨネ ‐ 赤木春恵（友情出演）
- 笹部新太郎 ‐ 笹野高史
- 武者小路実篤 ‐ 大滝秀治
- 田山涼成
- 吉満涼太

ほか

### 事前番組
放送日時は、すべて読売テレビ基準とする。
さくら道〜知られざる“奇跡の桜”物語〜
- 2009年3月15日 16:25 - 17:20

まもなく!さくら道
- 2009年3月17日 20:54 - 21:00

※ この『まもなく!さくら道』がネットされた局は、実質20:54からのフライングスタートとなっている。

### スタッフ
- ナレーター:奥田民義
- 原作:中村儀朋
- 監督:渡邊孝好
- 脚本:三浦有為子
- 音楽:周防義和
- ロケ協力:郡上市、高山市、南砺市、白川村、北杜市、なごや・ロケーション・ナビ、ちばしフィルムコミッション、川中島バス、魚沼交通、ジェイアール東海バス、五箇山観光協会　ほか
- 技術協力：フォーチュン、ブル
- 美術協力:テレビ朝日クリエイト
- 照明協力：Kカンパニー
- VFX：オムニバス・ジャパン
- 映像協力：J-POWER
- 制作協力：国際放映
- プロデュース：竹網裕博、霜田一寿、梅田玲子
- チーフプロデューサー：田中壽一
- 制作プロダクション：ザ・ワークス
- 制作著作：読売テレビ